# Le Noise
| Recensione     | Giudizio |
| -------------- | -------- |
| AllMusic       |          |
| Rolling Stone  |          |
| Piero Scaruffi |          |
| Pitchfork      |          |

Le Noise è un album di Neil Young pubblicato il 28 settembre 2010 dall'etichetta discografica Reprise.

## Il disco
L'album è stato registrato a Los Angeles e il suo nome è un gioco di parole basato sul produttore, Daniel Lanois. Lanois ha dichiarato in un'intervista a Rolling Stone: "Abbiamo inciso un paio di brani acustici da solista, ma il resto è molto elettrico" e "non c'è alcuna band, ma ho contribuito pesantemente nel suono".
Dai brani Angry World (che ha vinto un Grammy Award) e Hitchhiker sono stati tratti dei video premiati. Il video di Love And War è uscito il 20 settembre 2010, quello di Walk With Me il 22 settembre.
Le Noise ha ricevuto recensioni generalmente positive. La rivista Uncut lo ha proclamato come il miglior album del 2010 nella sua lista Top 50 Albums. L'album è stato votato al numero 20 sulla lista Rolling Stone dei 30 migliori album del 2010.

## Tracce
Testi e musiche di Neil Young.
1. Walk with Me – 5:05
2. Sign of Love – 3:58
3. Someone's Gonna Rescue You – 3:29
4. Love and War – 5:37
5. Angry World – 4:11
6. Hitchhiker – 5:32
7. Peaceful Valley Boulevard – 7:10
8. Rumblin' – 3:39